# Белт (Монтана)
Белт (англ. Belt) — місто (англ. town) в США, в окрузі Каскейд штату Монтана. Населення — 510 осіб (2020).

## Географія
Белт розташований за координатами 47°23′15″ пн. ш. 110°55′40″ зх. д. / 47.38750° пн. ш. 110.92778° зх. д. (47.387406, -110.927810).  За даними Бюро перепису населення США в 2010 році місто мало площу 0,91 км², уся площа — суходіл.

## Демографія
Згідно з переписом 2010 року, у місті мешкало 597 осіб у 261 домогосподарстві у складі 159 родин. Густота населення становила 657 осіб/км².  Було 295 помешкань (325/км²).
Расовий склад населення:
| - 95,5 % — білих - 1,7 % — корінних американців - 0,5 % — азіатів |

До двох чи більше рас належало 2,2 %. Частка іспаномовних становила 1,0 % від усіх жителів.
За віковим діапазоном населення розподілялося таким чином: 23,8 % — особи молодші 18 років, 58,1 % — особи у віці 18—64 років, 18,1 % — особи у віці 65 років та старші. Медіана віку мешканця становила 43,4 року. На 100 осіб жіночої статі у місті припадало 100,3 чоловіків;  на 100 жінок у віці від 18 років та старших — 96,1 чоловіків також старших 18 років.
Середній дохід на одне домашнє господарство  становив 57 685 доларів США (медіана — 36 765), а середній дохід на одну сім'ю — 79 947 доларів (медіана — 55 938). За межею бідності перебувало 23,3 % осіб, у тому числі 26,3 % дітей у віці до 18 років та 22,4 % осіб у віці 65 років та старших.
Цивільне працевлаштоване населення становило 289 осіб. Основні галузі зайнятості: роздрібна торгівля — 17,6 %, мистецтво, розваги та відпочинок — 16,6 %, освіта, охорона здоров'я та соціальна допомога — 15,2 %.